# Ametrosomus helmsi
Ametrosomus helmsi är en insektsart som beskrevs av Johann Gottlieb Otto Tepper 1892. Ametrosomus helmsi ingår i släktet Ametrosomus och familjen Gryllacrididae. Inga underarter finns listade i Catalogue of Life.